# Котовка (Путивльский район)
Котовка (укр. Котівка) — село,
Вязенский сельский совет,
Путивльский район,
Сумская область,
Украина.
Код КОАТУУ — 5923882304. Население по переписи 2001 года составляло 23 человека .

## Географическое положение
Село Котовка находится на левом берегу реки Клевень,
выше по течению на расстоянии в 1 км расположено село Вегеровка,
ниже по течению на расстоянии в 3,5 км расположено село Стрельники,
на противоположном берегу — село Вязенка.
По селу протекает пересыхающий ручей с запрудой.
Река в этом месте извилистая, образует лиманы, старицы и заболоченные озёра.
Рядом проходит автомобильная дорога Т-1908.